# Ulises Ramos
Fabián Ulises Ramos Espínola (* 4. November 1919 in Tocopilla; † 13. August 2002 in Santiago de Chile) war ein chilenischer Fußballspieler und -trainer. Der Stürmer verbrachte fast seine gesamte Karriere bei Universidad de Chile, mit dem er als Spieler und als Trainer chilenischer Meister wurde. Mit der Nationalmannschaft nahm Ramos am Campeonato Sudamericano 1949 teil.

## Verein
Ulises Ramos kam im Alter von 10 Jahren von seiner Geburtsstadt Tocopilla in die Hauptstadt Santiago. Dort besuchte er das Instituto Nacional und begann ein Studium der Zahnmedizin an der Universidad de Chile. 1939 schloss er sich Audax Italiano an und wechselte ein Jahr später zum Klub Universidad de Chile. Bei La U verbrachte er zwölf Jahre und beendete 1951 seine Karriere. Sein größter Erfolg war die Meisterschaft 1940, gleichzeitig der erste Meistertitel für den Klub.

## Nationalmannschaft
Ramos spielte für die chilenische Nationalmannschaft beim Campeonato Sudamericano 1949. Sein Debüt gab Ramos bei der 2:3-Niederlage im ersten Gruppenspiel gegen Bolivien, seine letzte Partie war die 0:3-Niederlage gegen Peru. Ramos erzielte einen Länderspieltreffer in den sechs Partien. Beim Campeonato wurde Chile Fünfter der acht teilnehmenden Teams.

## Trainer
Als Trainer war Ramos von 1969 bis 1974, 1978 und nochmal 1984 jeweils bei Universidad de Chile aktiv. In seiner ersten Saison 1969 holte er die Meisterschaft und zog im zweiten Amtsjahr in das Halbfinale der Copa Libertadores 1970 ein. Ramos war der erste Meistertrainer von Universidad, der als Spieler bereits den Titel gewonnen hatte.

## Erfolge

### Spieler
Universidad de Chile
- Chilenischer Meister: 1940

### Trainer
- Chilenischer Meister: 1969